# Subscriptio (Diplomatik)

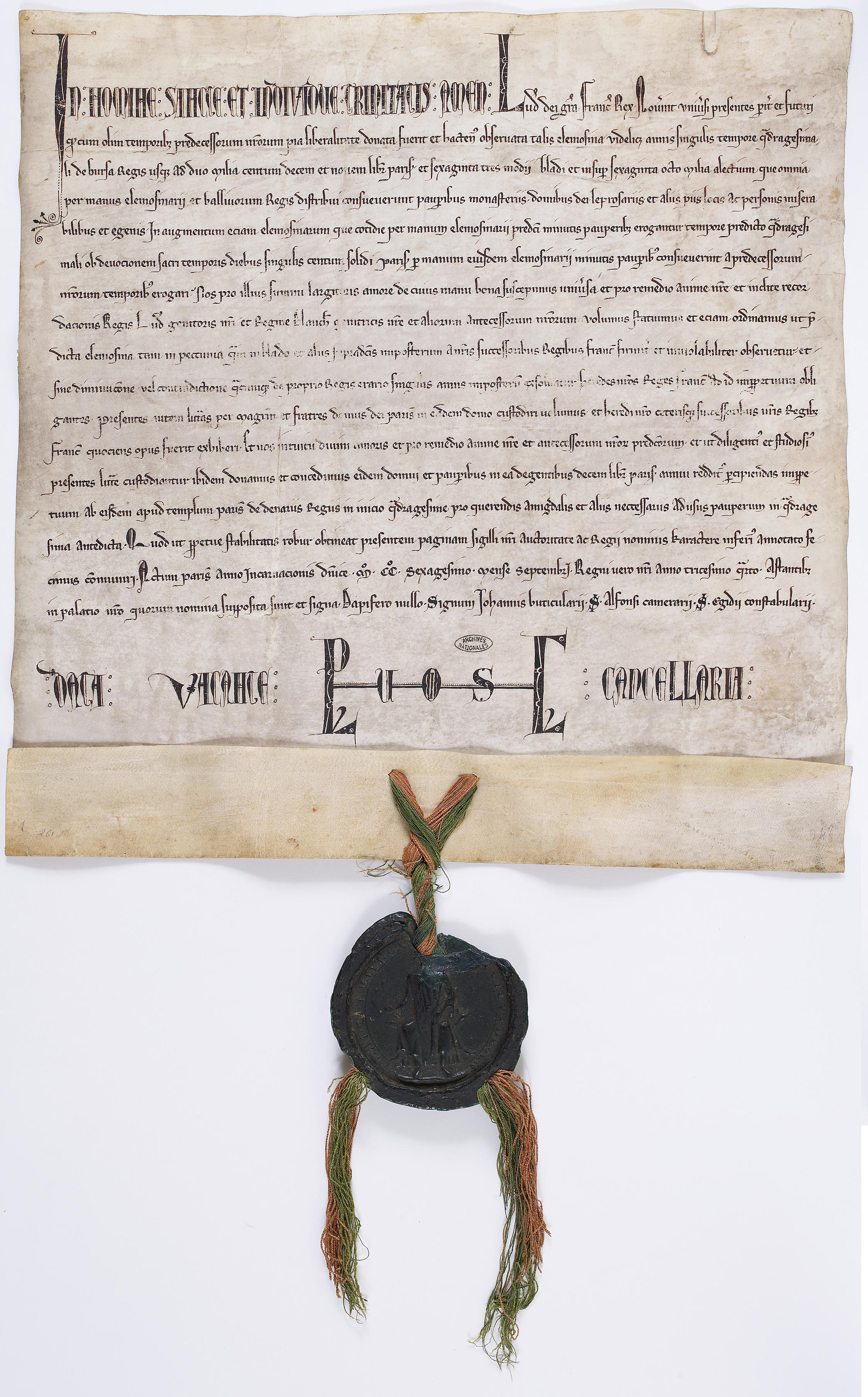
Almosenstiftung Ludwig IX. (Frankreich) mit dessen Monogramm

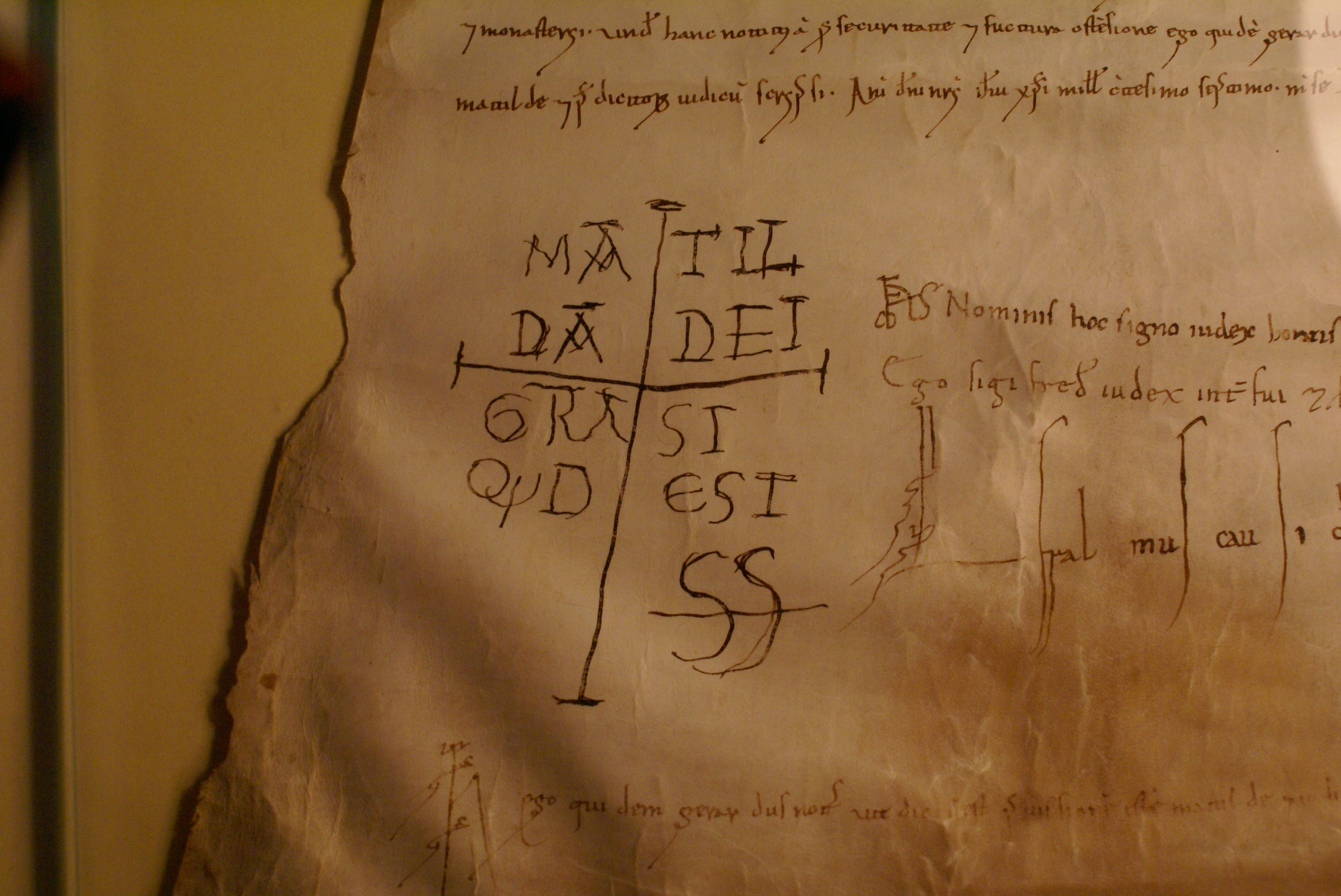
Eigenhändige Signatur von Mathilde von Tuszien, Juni 1107. Das doppelte S bedeutet „SubScripsi“ („Ich habe unterzeichnet“), d. h., dass die Markgräfin das Dokument approbiert hat

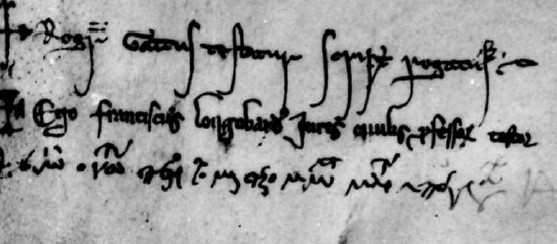
Zeugenunterschriften auf einer Urkunde aus Messina aus dem Jahr 1266

Mit Subscriptio oder Subscriptiones, da mehrere Elemente dazugehören können, bezeichnet die Diplomatik den ersten Teil des Eschatokolls (Schlußprotokolls) im mittelalterlichen Urkundenformular. Die ursprüngliche Wortbedeutung „Unterschrift“, „Unterfertigung“ deckt aber nur einen kleineren Teil der Fälle ab. Je nach Aussteller der Urkunde sind die Subscriptiones unterschiedlich ausgestaltet.

## Herrscherurkunden
In den Diplomen der Könige und Kaiser gehören dazu die Signumzeile mit dem Monogramm des Herrschers und die Rekognitionszeile, teilweise mit einem Rekognitionszeichen. Für diese Zeilen wird wie für die Intitulatio (Angabe der Stellung bzw. Funktion) als Auszeichnungsschrift eine Elongata (langgezogene Schriftvariante) verwendet. Von Karl dem Großen bis ins beginnende elfte Jahrhundert beteiligte sich der Herrscher persönlich nur durch den Vollziehungsstrich (nur letzter Strich eigenhändig), unter Maximilian I. und Karl V. tritt die Namensunterschrift des Herrschers auf. Regelmäßig war der persönliche Anteil des Ausstellers in Byzanz. Neben dem Legimus oder dem Menologem sind auch Unterschriften mit Nennung des Namens und Titels belegt.
In Notariatsinstrumenten findet sich die Unterschrift des Erzkanzlers, die von einem Kanzleimitarbeiter ausgeführt und als Rekognition bezeichnet wird. Entstanden aus der kursiven Verbindung von ss als Kürzel für subscripsi (Ich habe unterschrieben), nahm diese Rekognition im 9. und 10. Jahrhundert eine Form an, die man als Bienenkorb bezeichnete, doch gibt es auch architektonische Ausgestaltungen. Nötig sind auch die Unterschriften der Zeugen, die in objektiver Form vom Notar eingetragen sein können, wobei der Form Signum manus … (Zeichen der Hand …) ein Kreuz vorangesetzt wird, das in der Regel dem betreffenden Zeugen zuzuschreiben ist, da es unterschiedlich gezeichnet ist. Schreibkundige Personen unterzeichnen nach dem subjektiv formulierten Muster + Ego N. subscripsi (+ Ich N. habe unterschrieben), + Ego N. testis sum (+ Ich N. bin Zeuge) oder in anderen Varianten. Bisweilen finden sich auch versifizierte Formulierungen.
Das Notariatssignet war ein persönliches Erkennungszeichen und bildete sich im 11. und 12. Jahrhundert aus.

## Päpstliche Urkunden
In den päpstlichen Privilegien gehören zur Subscriptio die Rota (Name und Devise) und das Benevalete (Schlusswunsch), zwischen denen die Unterschrift des Papstes steht. Darunter sind in drei Spalten die Unterschriften der Kardinäle angeordnet, links die Kardinalpriester, unter dem Papst die Kardinalbischöfe und rechts die Kardinaldiakone. Für die Kardinäle aller Ordines liefern die Unterschriften biographische Eckdaten. Die Reihenfolge richtet sich nach dem Dienstalter, bei Absenzen werden die entsprechenden Zeilen frei gelassen. Der Grad der Eigenhändigkeit ist unterschiedlich, jedoch gibt es in jeder Unterschrift einen eigenhändigen Anteil.

## Andere Urkunden
Urkunden, die nicht aus der Kanzlei des Papstes oder eines Herrschers stammten, zeigen schlichtere Rekognitionsausführungen. Die Subskriptionszeichen sind sehr individuell, ihre Ausgestaltung reicht von Bienenkörben über Pentagrammwe bis zu einfachen Wollknäueln.